# Горбенко Владислав Олександрович
Владисла́в Олекса́ндрович Горбе́нко — підполковник медичної служби Збройних Сил України, учасник російсько-української війни, що відзначився під час російсько-української війни.

## Життєпис
З 2014 року проходить військову службу на одній з ключових посад Військово-медичного клінічного центру Південного регіону.

## Нагороди
- орден «Богдана Хмельницького» III ступеня (21.08.2014) — за особисту мужність і героїзм, виявлені у захисті державного суверенітету та територіальної цілісності України, вірність військовій присязі, високопрофесійне виконання службового обов’язку[2].
- орден Данила Галицького (14.04.2025) — за особисту мужність, виявлену у захисті державного суверенітету та територіальної цілісності України, самовіддане виконання військового обов’язку[3].